# 闫希军 (1963年)
闫希军（1963年10月—），男，汉族，山东德州人，中华人民共和国政治人物。中央党校研究生学历，山东师范大学夜大学中文专业毕业，在职文学学士学位。

## 生平
1984年7月参加工作，1987年9月加入中国共产党。山東省人民警察學校畢業後進入山東省公安廳任職，曾任省公安廳治安警察總隊政委。2010年12月，調任濰坊市公安局局長。2013年1月，任山東省公安廳政治部主任。2015年5月，兼任山東省公安廳副廳長。2017年，升任青島市人民政府副市長、市公安局局長。
2019年7月，跨省任職海南省公安廳黨委書記、廳長，省委政法委副書記。2020年12月，獲任命為海南省人民政府副省長。2023年1月，卸任海南省人民政府副省长、省公安厅厅长，转任海南省人大常委会副主任。2023年6月，闫希军接替陆志远担任海南省总工会主席。